# Giorno dell'Elba

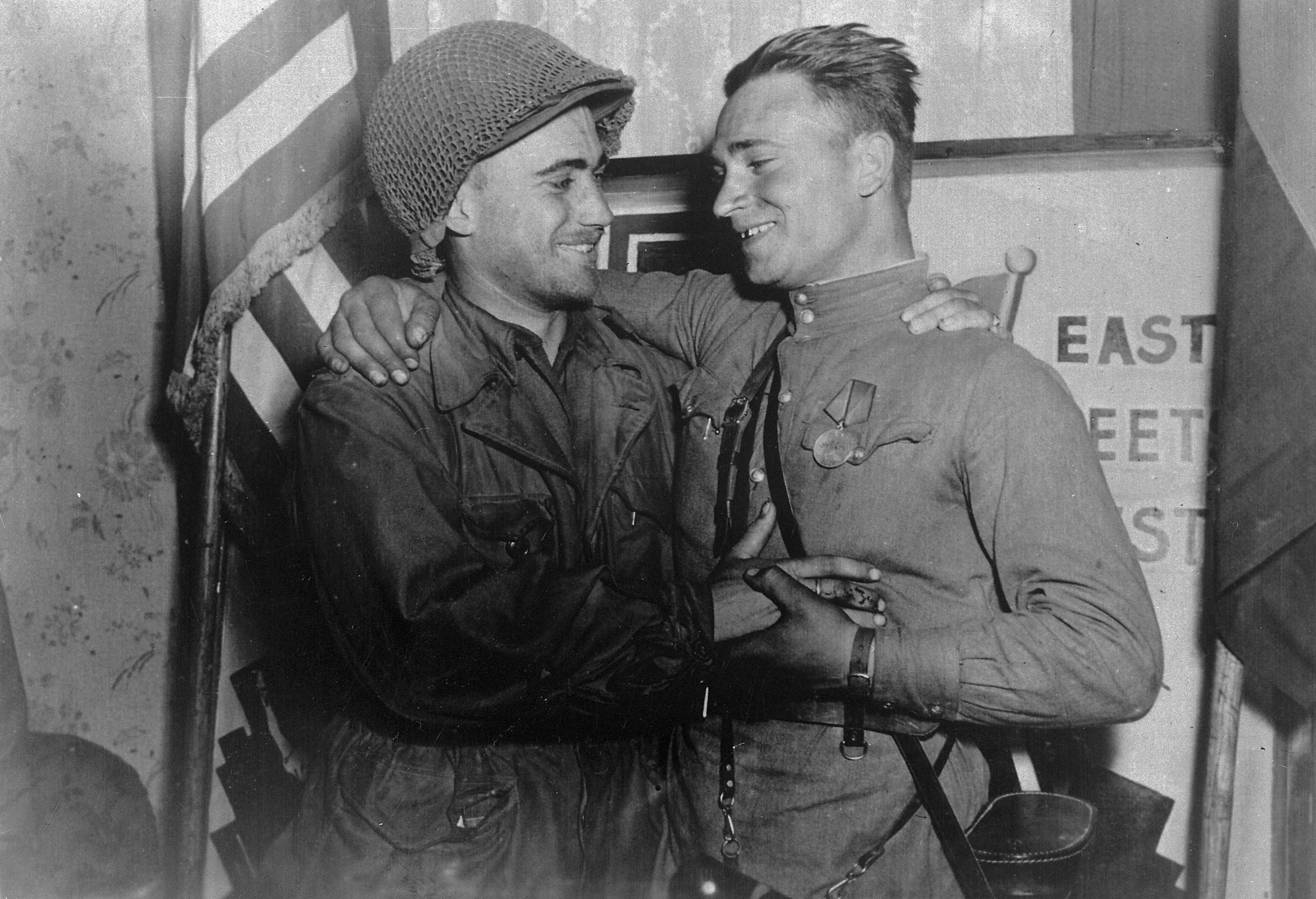
In una foto commemorativa dell'incontro tra gli eserciti sovietico e americano, il sottotenente William Robertson (Esercito degli Stati Uniti) e il tenente Alexander Silvashko (Armata Rossa) sono ritratti uno di fronte all'altro, con le mani intrecciate e le braccia sulle spalle l'uno dell'altro. Sullo sfondo si vedono due bandiere e un poster.

Il Giorno dell'Elba, il 25 aprile 1945, segna la data in cui le truppe sovietiche e americane si incontrarono sul fiume Elba, vicino a Torgau, in Germania, rappresentando un passo importante verso la fine della Seconda Guerra Mondiale in Europa. Questo contatto tra i sovietici, che avanzavano da est, e gli americani, che avanzavano da ovest, significò che le due potenze avevano di fatto tagliato la Germania in due.
Il Giorno dell'Elba non è mai stato una festa ufficiale in nessun paese, ma negli anni successivi al 1945 il ricordo di questo incontro amichevole acquisì un nuovo significato nel contesto della Guerra Fredda tra Stati Uniti e Unione Sovietica.

## Storia
Il primo contatto tra pattuglie americane e sovietiche avvenne vicino a Strehla, quando il primo tenente Albert Kotzebue, un soldato americano, attraversò il fiume Elba in barca con tre uomini di un plotone di ricognizione e intelligence. Sulla riva orientale incontrarono un reggimento di fucilieri delle Guardie sovietiche del Primo Fronte Ucraino, sotto il comando del tenente colonnello Alexander Gordeyev. Lo stesso giorno, un'altra pattuglia guidata dal secondo tenente William Robertson, insieme a Frank Huff, James McDonnell e Paul Staub, incontrò una pattuglia sovietica comandata dal tenente Alexander Silvashko sul ponte distrutto dell'Elba a Torgau. 
Il 26 aprile, il comandante della 69ª Divisione di Fanteria della Prima Armata, Emil F. Reinhardt, e il comandante della 58ª Divisione di Fucilieri delle Guardie della 5ª Armata delle Guardie, Vladimir Rusakov, si incontrarono a Torgau, a sud-ovest di Berlino. Furono presi accordi per la formale "Stretta di mano di Torgau" tra Robertson e Silvashko davanti ai fotografi il giorno successivo, il 27 aprile.
I governi sovietico, americano, britannico e francese rilasciarono dichiarazioni simultanee quella sera a Londra, Mosca e Washington, riaffermando la determinazione delle potenze alleate a completare la distruzione del Terzo Reich.

## Commemorazioni

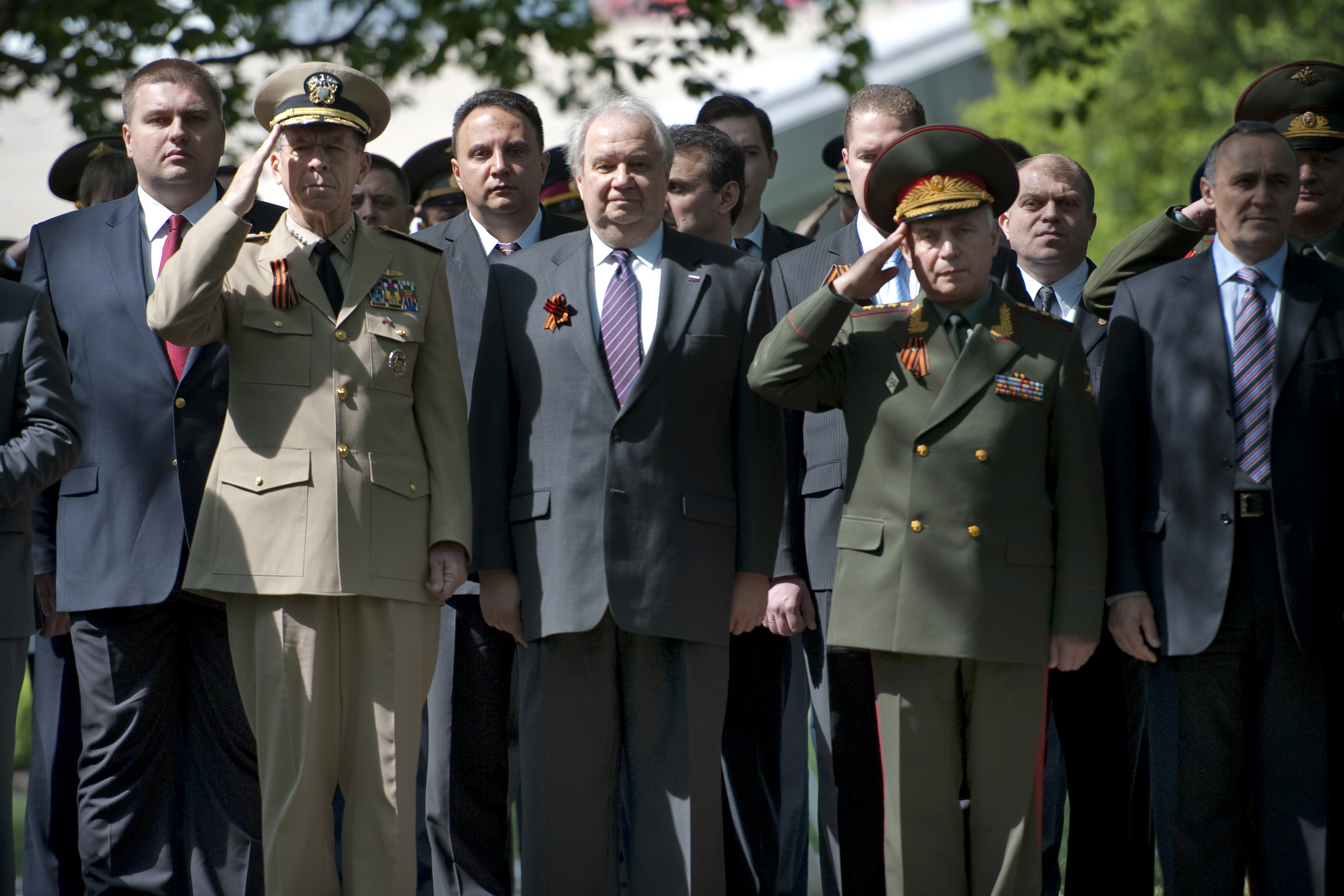
Il generale Nikolay Makarov con l'ammiraglio Mike Mullen e l'ambasciatore russo negli Stati Uniti Sergey Kislyak al Cimitero nazionale di Arlington durante le commemorazioni del Giorno dell'Elba nel 2010.

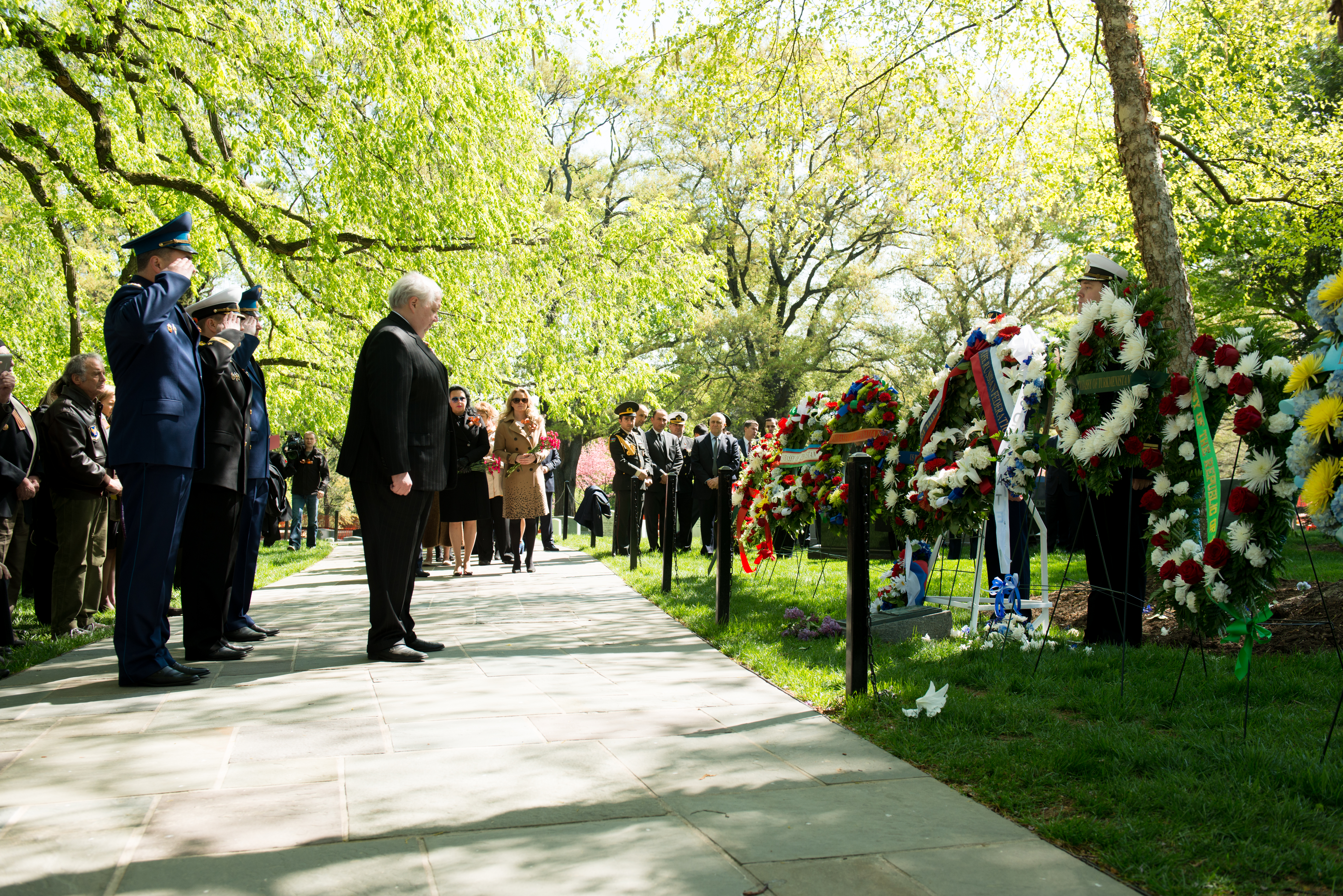
Alla commemorazione del Giorno dell'Elba del 2015, l'ambasciatore russo Sergey Kislyak piega la testa dopo aver deposto una corona al monumento Spirit of the Elbe nel Cimitero nazionale di Arlington.

I monumenti a Torgau, Lorenzkirch e Bad Liebenwerda commemorano i primi incontri tra le truppe americane e sovietiche nel Giorno dell'Elba. Negli Stati Uniti, una targa "Spirit of the Elbe" nel Cimitero nazionale di Arlington commemora la giornata.
Nel 1949, lo studio cinematografico sovietico Mosfilm commemorò il Giorno dell'Elba nel film in bianco e nero "Incontro sull'Elba".
Durante la Guerra Fredda, l'incontro tra i due eserciti veniva spesso ricordato come un simbolo di pace e amicizia tra i popoli delle due superpotenze antagoniste. Ad esempio, nel 1961 la popolare canzone russa "I Russi Vogliono la Guerra?" evocava la memoria dei soldati americani e sovietici che si abbracciavano al fiume Elba.
Joseph Polowsky, un soldato americano che incontrò le truppe sovietiche nel Giorno dell'Elba, fu profondamente colpito dall'esperienza e dedicò gran parte della sua vita a opporsi alla guerra. Commemorò il Giorno dell'Elba ogni anno nella sua città natale di Chicago e fece una petizione senza successo agli Stati Uniti per dichiarare il 25 aprile una "Giornata Mondiale della Pace". Le sue spoglie sono sepolte in un cimitero a Torgau.
Il cantautore americano Fred Small commemorò Joseph Polowsky e il Giorno dell'Elba nella sua canzone "At The Elbe".
Nel 1988, una targa intitolata "Der Geist der Elbe" ("Spirit of the Elbe") fu installata su una pietra vicino a Torgau, nel luogo dell'incontro tra le truppe della 69ª Fanteria americana e le Guardie sovietiche.
Nel 1995, la Russia emise una moneta da tre rubli per commemorare il 50° anniversario del Giorno dell'Elba.
Nel 2010, per il 65° anniversario dell'evento, le celebrazioni del Giorno dell'Elba a Torgau si tenevano annualmente nel fine settimana più vicino al 25 aprile, attirando turisti nella città. Sempre nel 2010, i presidenti degli Stati Uniti e della Russia rilasciarono per la prima volta una dichiarazione congiunta il 25 aprile per commemorare il Giorno dell'Elba.
L'incontro sull'Elba è rappresentato nel gioco di strategia bellica R.U.S.E., pubblicato nel 2010 e 2011, basato sugli eventi della Seconda Guerra Mondiale.

## Galleria d'immagini

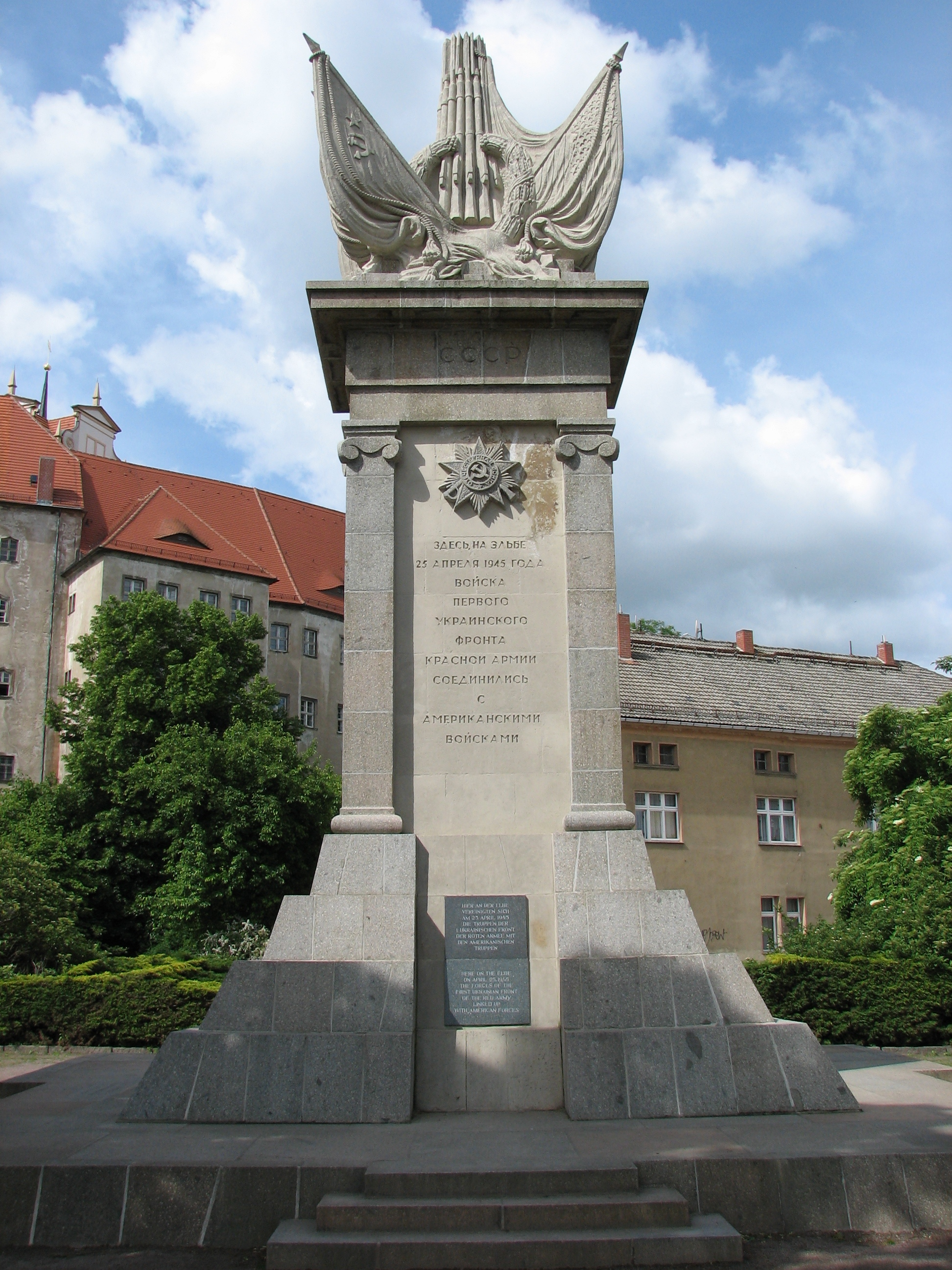
Monumento all'incontro delle forze alleate, Torgau, Germania
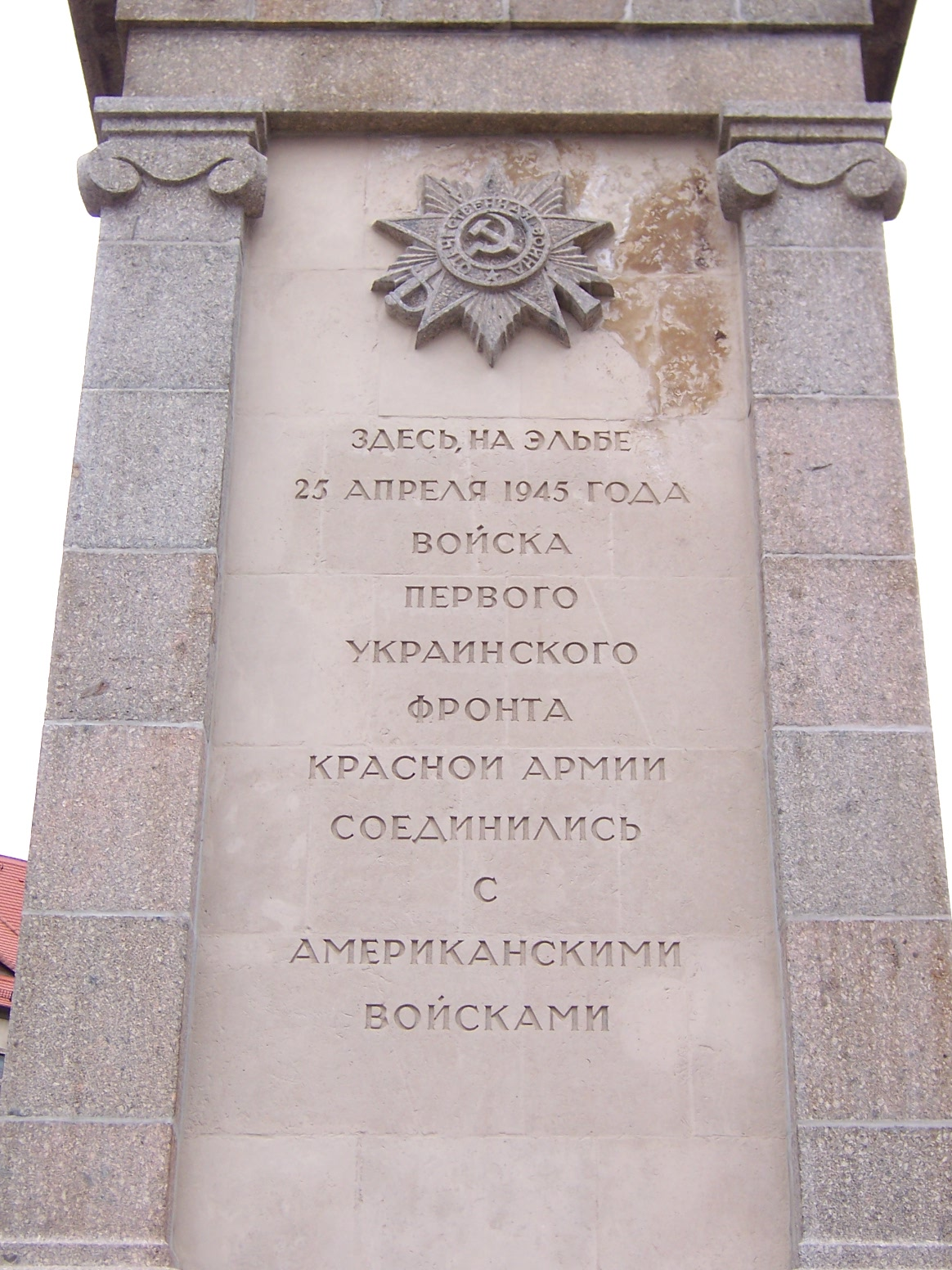
Iscrizione russa sul monumento di Torgau
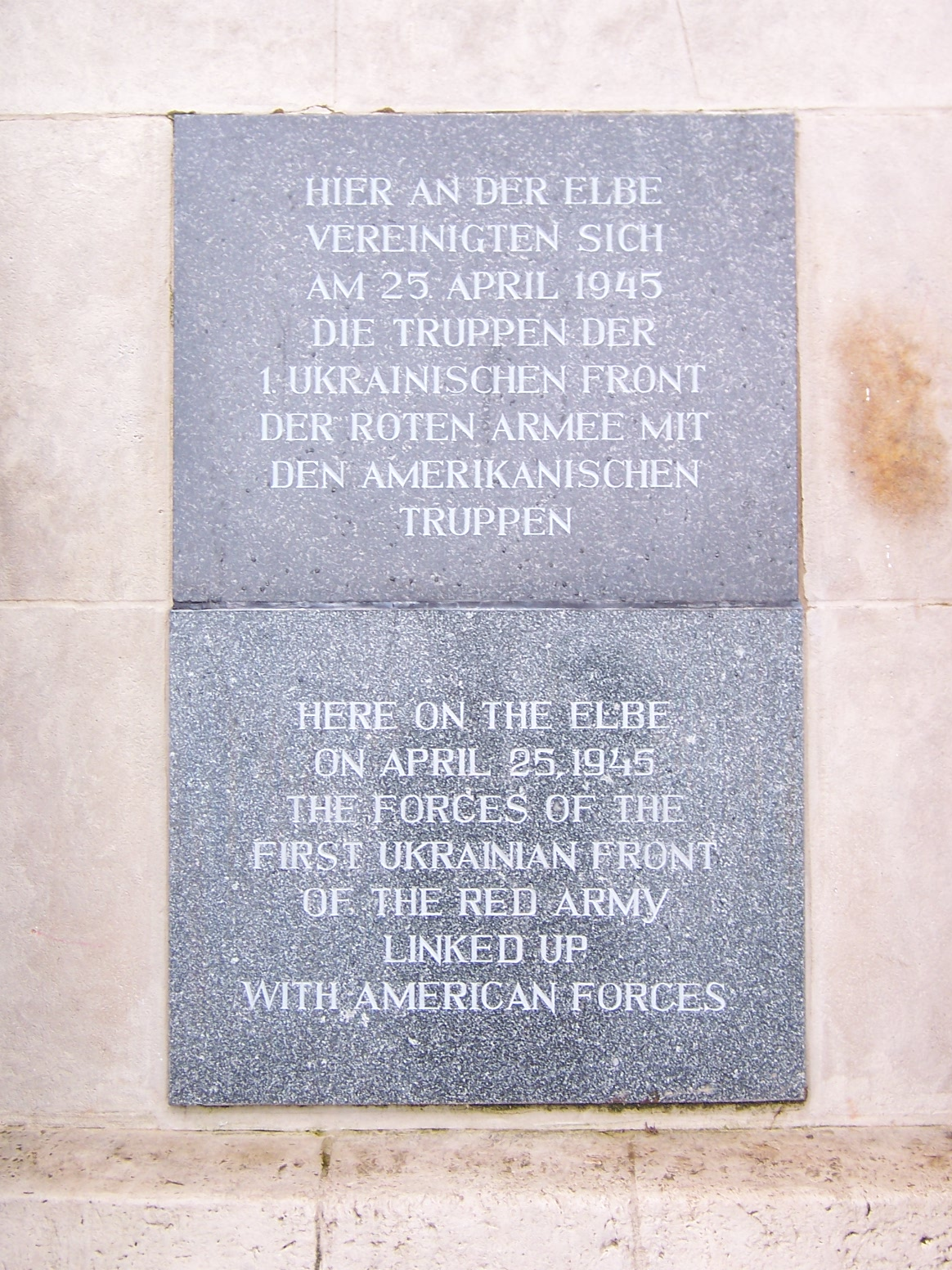
Iscrizioni in tedesco e in inglese sul monumento di Torgau
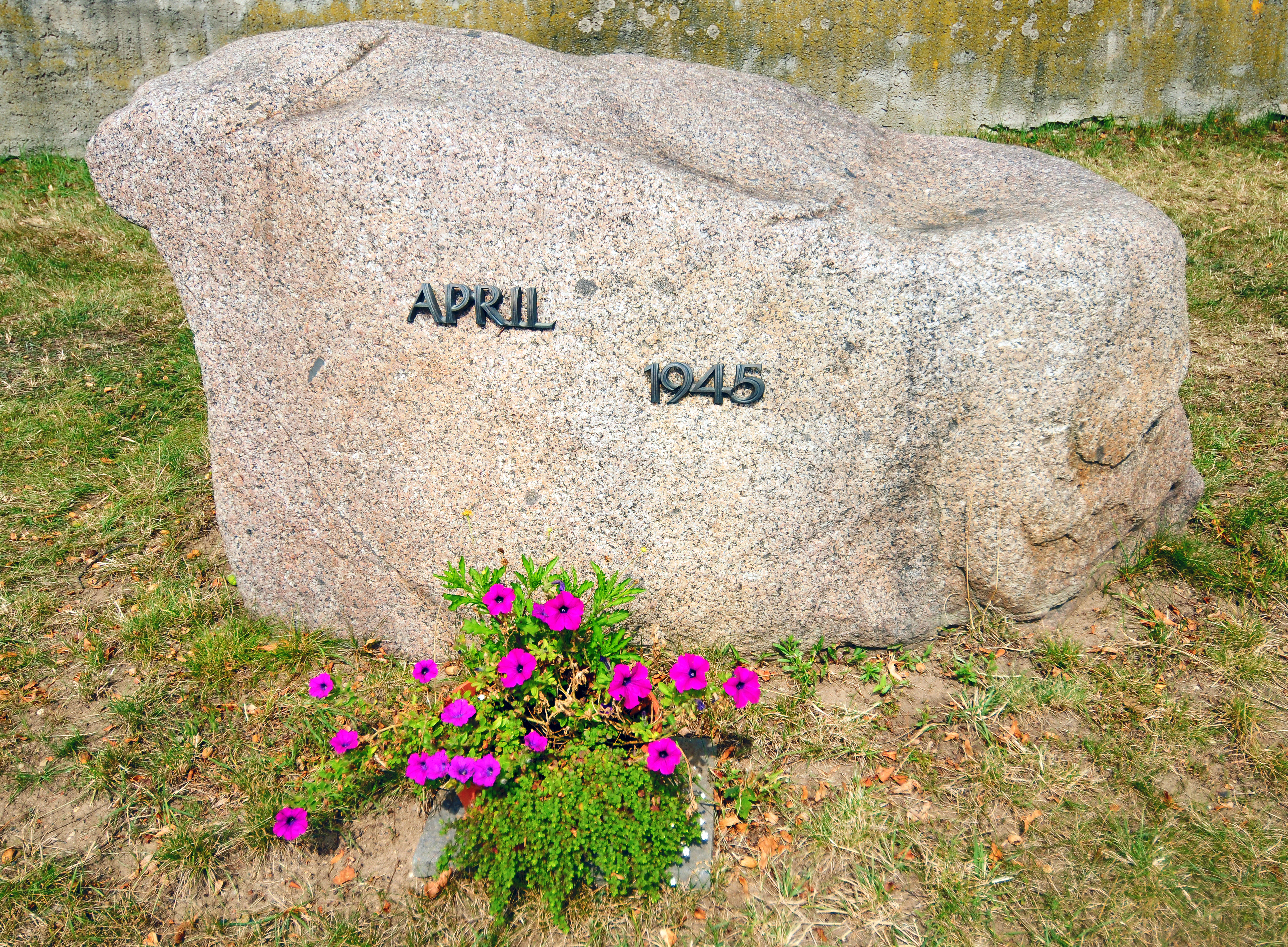
Pietra commemorativa per i rifugiati e i civili uccisi nel primo punto di incontro a Lorenzkirch, Germania
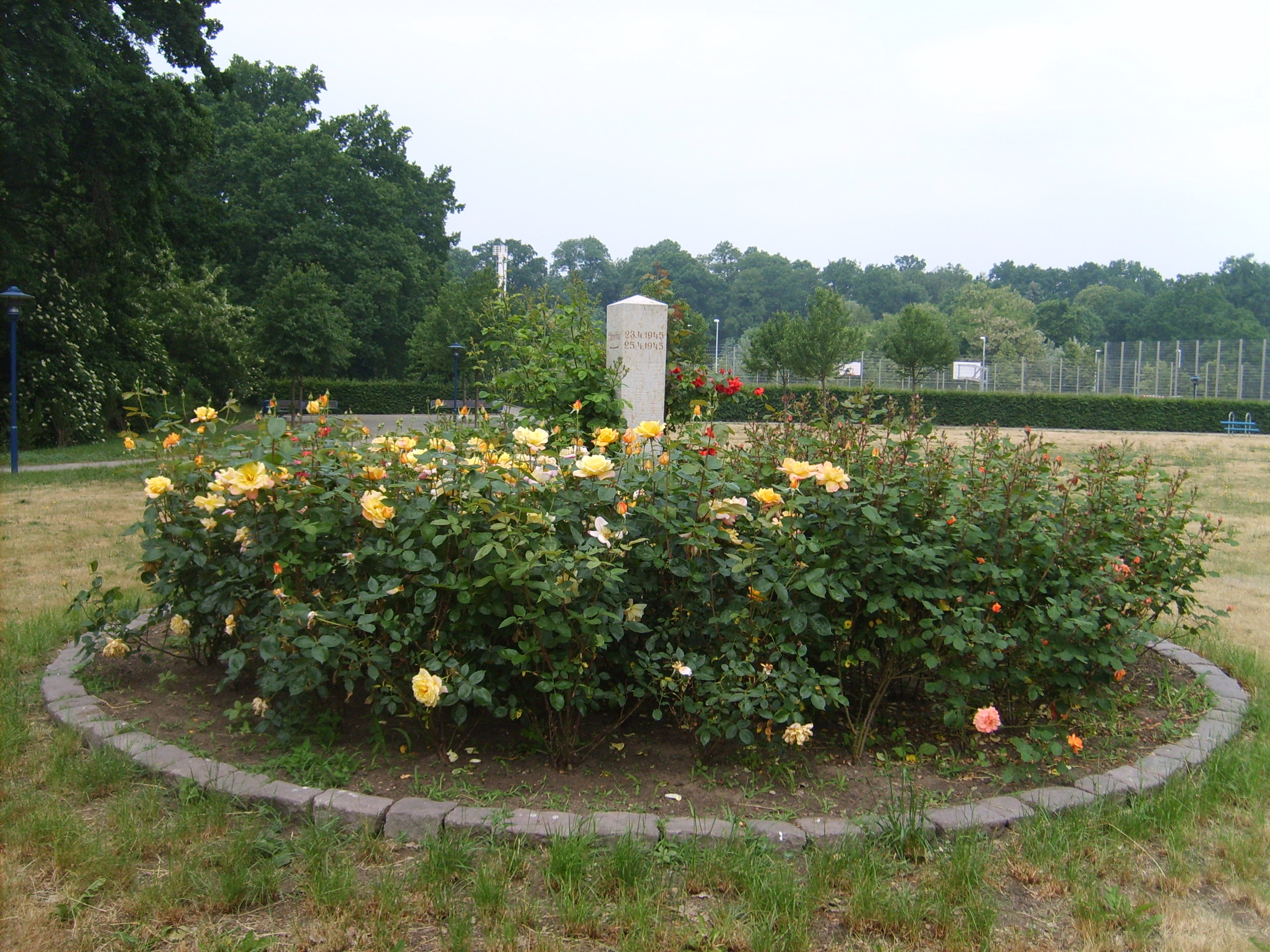
Stele con rose a Bad Liebenwerda, Germania
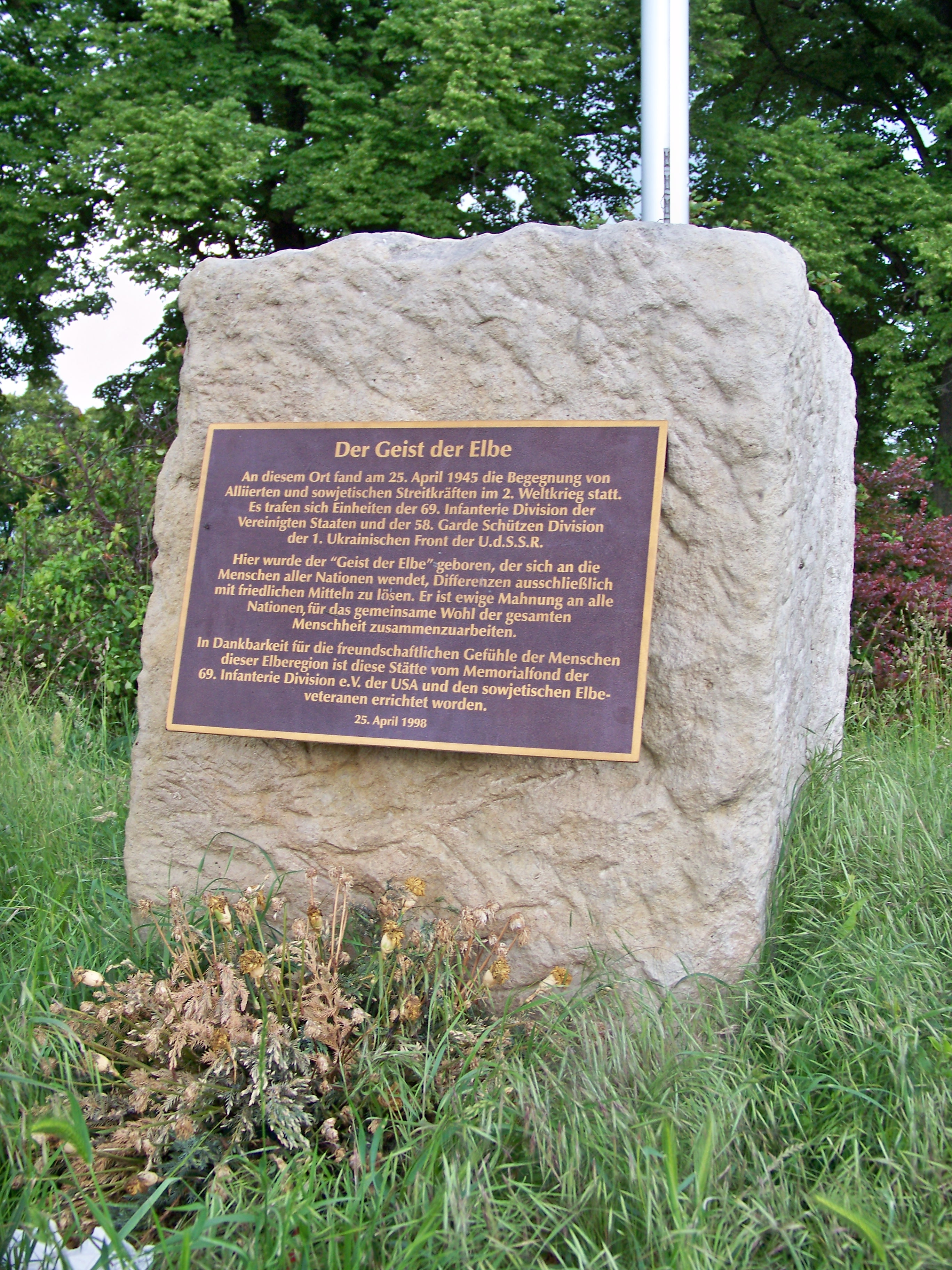
Pietra commemorativa con targa "Spirit of the Elbe"
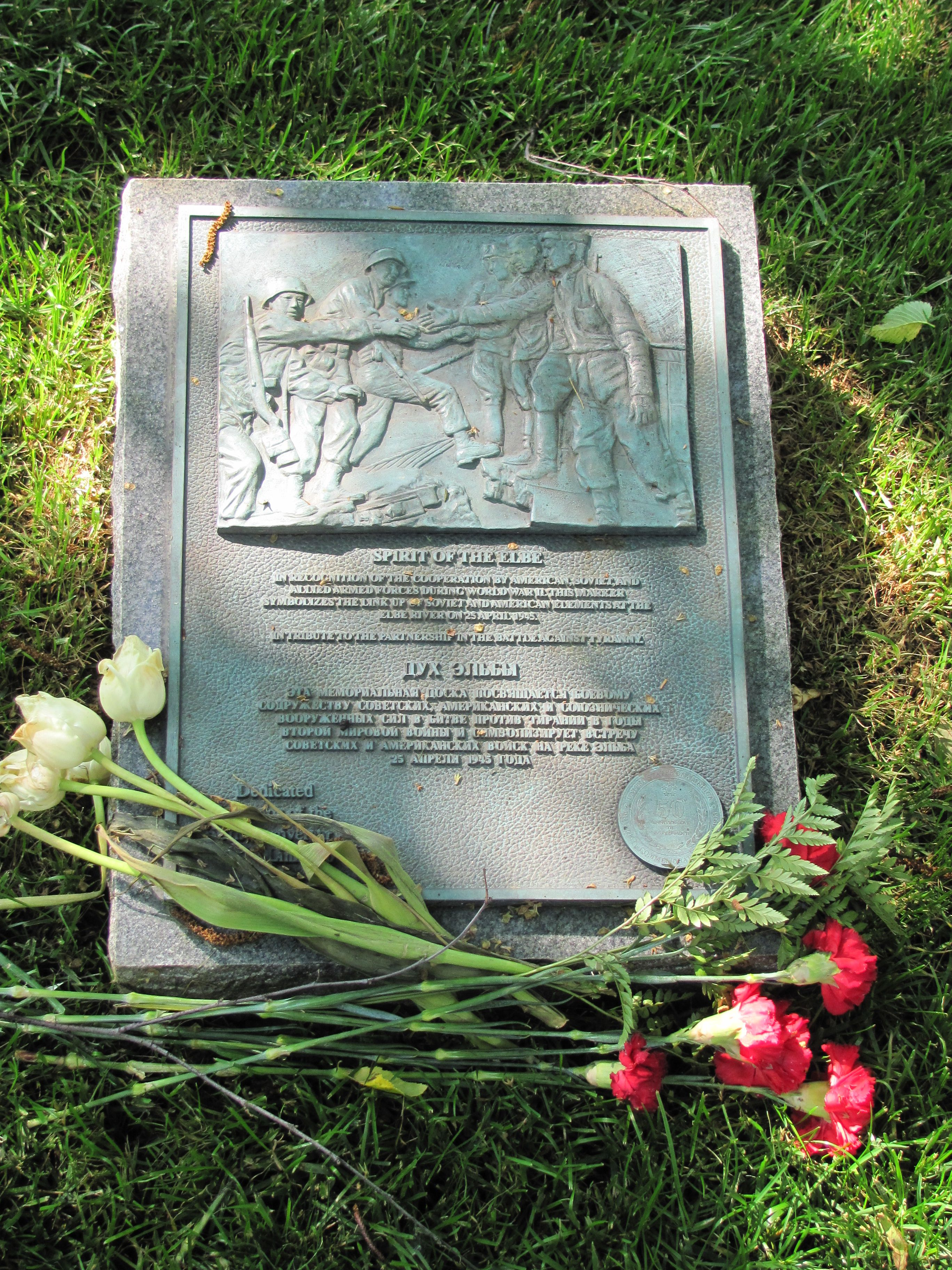
Targa "Spirit of the Elbe", Cimitero Nazionale di Arlington
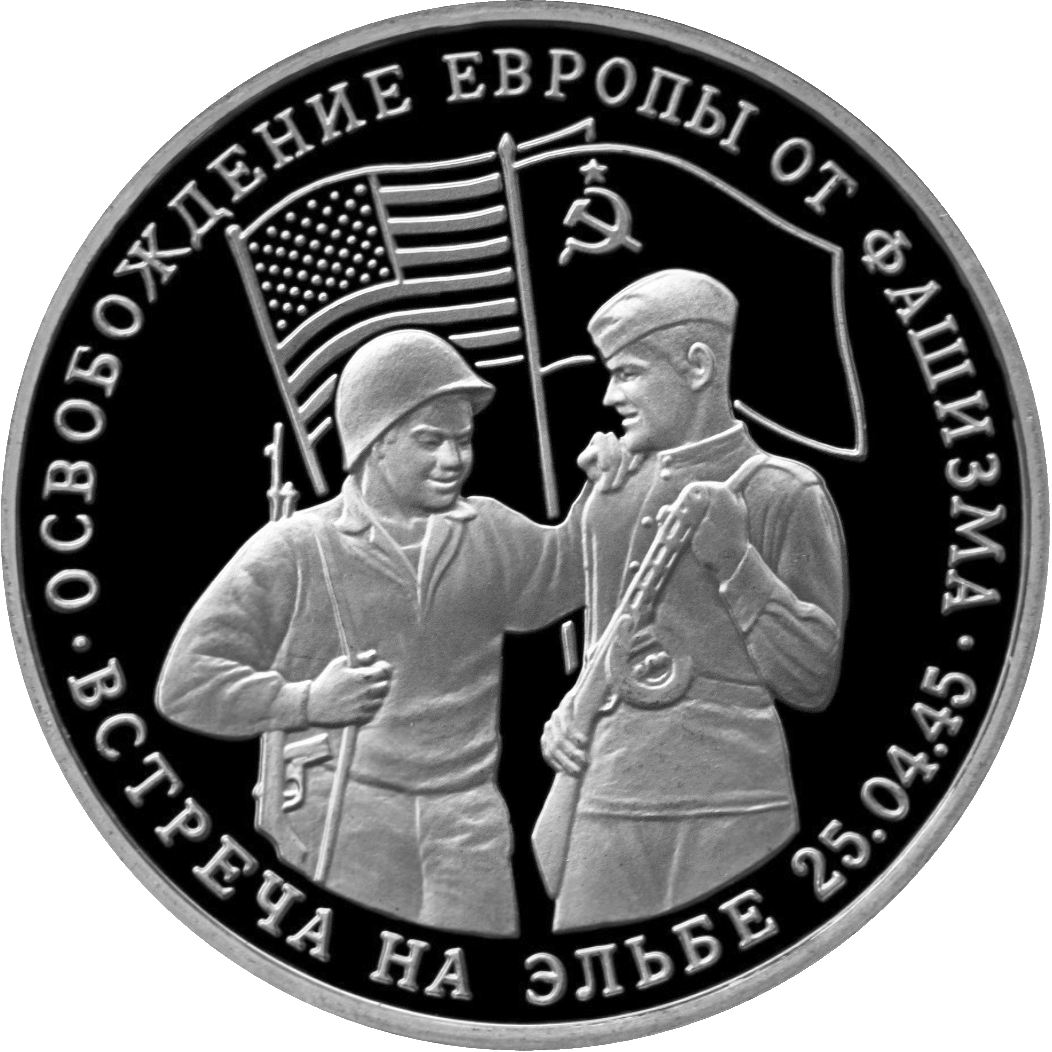
Moneta commemorativa russa, 1995